# Фалкон 9 v1.1
Фалкон 9 1.1 друга је по реду верзија породице ракета-носача Фалкон 9. Развијена је у периоду 2010—2013, а први успешан лет догодио се 29. септембра 2013. године из ваздухопловне базе Ванденберг. Ракету је пројектовала и направила компанија Спејс екс, са седиштем у Хоторну (Калифорнија, САД). Верзија 1.1 ушла је у употребу након пензионисања претходне, прве верзије ракете 1. марта 2013. године и коришћена је све до последњег лета у јануару 2016. Тренутно је Фалкон 9  једина активна верзија из породице ракета-носача Фалкон 9.
Фалкон 9 1.1 представља потпуно нови пројекат, а у односу на претходну верзију Фалкон 9 1.0 производи за 69% више потиска и за исто толико има већу масу при полетању. Ракета је пројектована са два степена, а оба као погонско гориво за моторе користе течни кисеоник и РП-1. Носивост ове ракете-носача је 13.150 килограма у НЗО и 4.850 килограма у геостационарну орбиту, што је ставља у средњу категорију ракета-носача. Модификована верзија Фалкон 9  (скраћено од енгл. Full Thrust — „пун потисак”; незваничан назив ове верзије је и v1.2) у употребу је ушла децембра 2015. године, а њене перформансе увећане су за додатних 33%, чиме ће ракета моћи да достави већи терет у орбиту (масе од 8.000 килограма) или исти али уз додатну могућност повратка првог степена на копно ради поновног коришћења. Тиме би се цена лансирања смањила са 62 на око 40 милиона долара.
Верзија v1.1 се од априла 2014. године — у комбинацији са капсулом за снабдевање Драгон — користила за снабдевање залихама Међународне свемирске станице, а у склопу уговора који је агенција Наса потписала са компанијом Спејс екс. За лансирања ка МСС тренутно се користи верзија v1.1&nbsp;FT. Ракета-носач је од почетка пројектована да до МСС у орбиту може да понесе и верзију ове капсуле за превоз астронаута (Драгон 2). Тренутно се ради на развоју те капсуле, а крајем 2015. потписан је и први уговор за превоз астронаута.

## Фалкон91.1
Ракета-носач Фалкон 9 1.1 је двостепена, са ракетним моторима који сагоревају комбинацију течног кисеоника и РП-1.

#### Промене у односу на Фалкон91.0
Фалкон 9 1.1 има 60% увећану масу при полетању у односу на верзију 1.0, као и 60% више потиска од старе верзије (користи ракетне моторе Мерлин 1, унапређену варијанту мотора Мерлин 1C). Такође, користи нови распоред ракетних мотора у првом степену, као и 60% увећане резервоаре за складиштење ракетног горива и оксиданса, чиме је подложнија деформацијама услед великих аеродинамичких сила које делују на ракету приликом пењања кроз густи доњи слој атмосфере. Сва ова унапређења резултују увећаним капацитетом за ниску Земљину орбиту са 9.000 на 13.150 килограма. Систем одвајања првог и другог степена ракете је такође редизајниран, тако да је број његових компоненти (покретних делова) уместо пређашњих 12 сада сведен на 3, чиме се значајно смањује могућност квара. На ракету су уграђени и нова авионика и софтвер.
Распоред мотора код првог степена верзије 1.1 је промењен у односу на квадратни распоред код верзије 1.0, а користи такозвану „октавеб” (енгл. octaweb) конфигурацију, која боље распоређује оптерећење и може се лакше и брже произвести. Након првих неколико летова нове верзије, на њу су монтиране и склопиве „ноге” које ће помоћи при слетању на тврду површину (касније и на копно).
Након лансирања у септембру 2013. године, инжењери су уградили додатну изолацију на цеви које спроводе гориво до упаљача, како би се олакшало поновно паљење мотора другог степена након дугих периода између два паљења који су неопходни за лансирање терета у високе орбите. Први лет нове верзије 1.1 уједно је и први лет породице ракета Фалкон 9 током ког је коришћен потрошни заштитни омотач.

#### Први степен
Верзија 1.1 за погон у првом степену користи девет Мерлин 1 ракетних мотора. Развој и тестирање ових мотора завршени су у јулу 2013. године.
Укупан потисак који производи ових девет мотора на нивоу мора (при полетању са лансирне рампе) износи 5,885  (око 7.570.000 ). Мотори номинално сагоревају 180 секунди, а потисак првог степена се пење на 6,672  (око 8.583.000 ) када се ракета-носач пење у горње, ређе слојеве атмосфере. Девет ракетних мотора распоређено је кружно на дну првог степена, у конфигурацију која је названа „октавеб”. Компанија Спејс екс се одлучила да промени распоред мотора у односу на први степен претходне верзије 1.0, како би се боље распоредило оптерећење, с тим да је примарни циљ био у ствари да се убрза процес израде ракете како би се спровело што више лансирања у току једне календарске године.
Компанија Спејс екс је такође објавила да ће се на одређеним летовима користити четири склопиве ноге, које ће служити за тестирање у оквиру напора компаније да цео први степен ракете постане вишекратан (да се може користити у више лансирања). Након што та технологија „сазри”, а отклоне се све потешкоће, у употребу ће ући нова верзија ракете Фалкон 9, где ознака R представља вишекратност (енгл. Reusable), која ће након одвајања од другог степена при полетању моћи да се врати и слети у близини рампе са које је лансирана.
Компанија такође планира да у будућности производи вишекратне верзије и ракете Фалкон 9 и ракете Фалкон Хеви. Технологија потребна за остваривање овог циља развија се уз помоћ „Скакавца” (енгл. Grasshopper), експерименталног степена ракете који инжењери тестирају на постројењу у Тексасу, уз податке и телеметрију која се прикупља при тестовима током лансирања ракете Фалкон 9.
Као упаљач код првог степена ракете Фалкон 9 1.1 користи се пирофорна смеса триетилалуминијума и триетилборана (TEA-TEB), која се употребљавала и код претходне верзије 1.0. Као и код верзије 1.0 те ракета породице Сатурн коришћених током пројекта Аполо, ракета-носач Фалкон 9 1.1 може успешно извршити мисију чак и ако дође до квара или експлозије на једном од девет ракетних мотора првог степена. Тренутно је Фалкон 9 једина ракета-носач у свету која поседује ову могућност.

#### Други степен
Други степен ракете за погон користи ракетни мотор Мерлин 1 модификован за употребу у вакуумском окружењу. Међустепен, који повезује први и други степен ракете, израђен је од композитне структуре алуминијума и полимера ојачаног угљеничним влакнима. За одвајање првог и другог степена користе се посебне стеге у комбинацији са пнеуматским системом за одвајање. Зидови резервоара за гориво у оба степена ракете израђени су од легуре алуминијума и литијума. При изради свих резервоара компанија Спејс екс користи процес заваривања путем трења (енгл. friction stir welding), најбољи процес заваривања који је данас доступан. Резервоар другог представља само скраћену верзију резервоара првог степена, тако да се за производњу обају у фабрици користе исте машине и иста опрема. Овако се значајно штеди на трошковима производње ракете-носача, али се такође убрзава и процес саме израде.

#### Заштитни омотач
Пројектовање заштитног омотача ракете-носача Фалкон 9 одрађено је у потпуности од стране инжењера компаније Спејс екс. Омотач сачињавају два дела чија је укупна маса око 1.750 килограма; дуг је 13 метара и има пречник од 5,2 метара, а производиће се у постројењу близу седишта компаније у Хоторну (Калифорнија). Израђен је од композитних материјала – језгро је израђено од алуминијума који је затим прекривен слојем угљеничних влакана. Одвајање се постиже пнеуматским системом који одгурује две половине једну од друге, а самим тим и од ракете-носача која наставља ка циљаној орбити.
Тестирање омотача провођено је у Гленовом истраживачком центру агенције Наса, у посебном постројењу под називом Plum Brook Station. Тестови су спроведени у пролеће 2013. године, а током испитивања у посебној комори извршени су тестови омотача на акустичне шокове, механичке вибрације те електромагнетска статичка пражњења. Сви ови тестови урађени су на макети омотача која се налазила у вакуумској комори велике запремине. Компанија Спејс екс платила је Наси 581.300 долара ренте како би могла да спроведе потребне тестове у постројењу које вреди 150 милиона долара.
Прво лансирање ракете у верзији 1.1 (септембар 2013. године) било је уједно и прво лансирање током којег је коришћен овај заштитни омотач. При септембарском лансирању, омотач се од ракете одвојио без проблема, као и у наредна два лансирања у више Земљине орбите при којима је такође коришћен. При лансирању капсуле Драгон, сав терет се налазио или унутар капсуле или у теретном простору испод ње, тако да у том случају нема потребе за коришћење заштитног омотача већ се само користи заштитни поклопац који се монтира на механизам за спајање са МСС, као и два поклопца који се монтирају преко соларних панела са стране капсуле.
- На сајту Јутјуб доступан је снимак тестирања заштитног омотача:

Почетком јуна 2015. године, компанија Спејс екс објавила је снимак , са GoPro камере уграђене на заштитни омотач ракете. Тек тада је откривено да се камере у ствари уграђују на сваки омотач, али пошто он по одвајању од ракете неконтролисано пада у океан — до сада ниједна камера није пронађена читава односно у употребљивом стању. Камеру је у фрагменту омотача пронашао туриста Кевин Ајхелбергер, док је шетао плажом на Бахамама. Илон Маск је на друштвеним мрежама изјавио да компанија настоји да учини и заштитни омотач вишекратним.

#### Контрола
За контролу ракете током лета, компанија Спејс екс користи рачунаре са вишестепеним системом заштите од грешака. Сваки ракетни мотор Мерлин контролишу три рачунара која имају „право гласа”, од којих сваки поседује по два процесора који се међусобно непрекидно контролишу. Софтвер ради на Линуксу и написан је у програмском језику C++.
Због флексибилности, употребљене су рачунарске компоненте доступне јавности, иако је постојала могућност да се искористе радијационо ојачане верзије које се наменски производе за војску или Насу. Фалкон 9 1.1 наставља да користи рачунаре са три нивоа сигурносне заштите те интерну навигацију (са употребом  сигнала ради додатне прецизности приликом достављања сателита у одређену орбиту), што се раније користило и у пређашњој 1.0 верзији ракете.

#### Побољшања у другој години
Иако је верзија 1.1 први пут полетела септембра 2013. године, а до јануара 2014. већ спровела три успешна лета, Спејс екс је половином 2014. године увео додатна побољшања. Ова побољшања не тичу се перформанси ракете (потиска, носивости и слично), већ су у питању мање измене: хлађење горива до ниже температуре како би му се још више смањила запремина и тако у резервоаре могло да га стане још више; такође, дошло је и до одређених уштеда на маси празне ракете јер су уклоњени сензори и велики број каблова и друге пратеће опреме која је коришћена у првим летовима за прикупљање података.

#### Камере
Фалкон 9 1.1 је опремљен великим бројем камера распоређених на свим критичним сегментима ракете. Са ових камера уживо се током лансирања шаље видео до контролне собе компаније Спејс екс у Хоторну, где инжењери могу да прате да ли се добијена позиција поклапа са подацима који се изводе преко телеметрије. На првом степену ракете налази се само једна камера која је постављена при врху овог степена, а гледа ка доњем крају ракете на ком се налазе ракетни мотори. Ова камера је изузетно корисна за снимање дешавања при повратку првог степена кроз атмосферу и слетању прво у воду (током првих пробних летова), затим на плутајућу баржу (та тестирања су у току), а у будућности и на копно. Друга камера налази се на доњем крају другог степена ракете, а гледа такође ка доњем крају ракете. Ова камера инжењерима пружа поглед прво на одвајање првог од другог степена, а након тога и на паљење и рад мотора другог степена ракете. Још једна камера је монтирана са унутрашње стране овог степена и гледа из близине на ракетни мотор Мерлин, с тим што ова камера за разлику од осталих не снима у видљивом спектру већ инфрацрвеном (тако се виде температурне варијације зато што је у ствари реч о термалној камери). Након увођења у употребу 1.1 верзије ракете, додата је и камера у унутрашњост резервоара за гориво другог степена ракете, и то како би се видело колико горива остаје у резервоару по гашењу мотора те да би се проучило на који начин се то преостало гориво креће унутар резервоара по гашењу мотора када настане бестежинско стање. Ова камера је опремљена и јаким светлом које осветљава унутрашњост резервоара. На горњем делу другог степена налази се пета камера, која у случају лансирања капсуле Драгон гледа у теретни део на који је она монтирана (овај део није под притиском и инжењери га називају „пртљажник”), док у случају лансирања комерцијалног сателита гледа на сам тај сателит. Снимак са ове камере потврђује научницима да је дошло до успешног одвајања заштитног омотача РН, а потом и одвајања и уласка капсуле/сателита у орбиту.
- Снимци неких лансирања Фалкон 9 1.1 на Јутјубу: ; ; ;

## Фалкон91.1
Компанија Спејс екс планирала је за 2015. годину увођење одређених измена на постојећој ракети Фалкон 9  ради побољшања перформанси. Измене су добиле на значају након што је током лансирања у јуну експлодирала једна од ракета, и то услед лошег квалитета израде једног од носача који су потпора резервоару са хелијумом унутар другог степена. Након овог инцидента, компанија се одлучила да измене на ракети буду опсежније, уз ригорознију контролу квалитета делова које достављају произвођачи-подизвођачи. Нова верзија интерно је названа Фалкон 9  (у преводу „пун потисак”), а позната је и као Фалкон 9 1.1 , Фалкон 9 , Унапређени Фалкон 9 и Фалкон 9 пуних перформанси (енгл. Full-Performance). Опсежне измене ракете-носача као примарни циљ имале су да се она може користити за лансирање терета веће масе у различите орбите, пре свега у геосинхрону орбиту, а да се притом први степен ракете враћа на копно и касније поново користи (да постане вишекратан). Новине верзије 1.1&nbsp;FT су:
- Ракетни мотор Мерлин  — Представља побољшану верзију претходног мотора 1D. У овој новој верзији, кроз мотор ће тећи гориво веће густине тако да ће се постизати већи притисак унутар коморе за сагоревање те већа температура, па ће тако и напрезања бити већа; међутим, она су већ узета у обзир при дизајнирању основне верзије мотора. Потисак нове верзије на нивоу мора износи 756 , што је за око 16% више од пређашњег, док се у вакууму потисак пење на 825 . Ово је само учврстило прву позицију мотора Мерлин  по односу масе и потиска (сада износи 180).[34] За други степен ракете користи се мотор Мерлин , који је унапређена верзија претходног мотора прилагођена за рад у вакууму. Млазница мотора је продужена како би се побољшале перформансе уз минимално повећање масе, па тако нова верзија у вакууму производи 935  потиска, што је око 17% више од претходника.[35]
- Повећана густина ракетног горива — Како би се обезбедило довољно горива за Мерлин  моторе, инжењери компаније Спејс екс одлучили су да благо продуже резервоаре, али и да гориво додатно охладе како би било гушће и да би се тиме његова запремина смањила, а већа количина могла да се понесе и утроши. Течни кисеоник, који представља ⅔ горива по запремини, кључа (испарава / претвара се у гас) на −183 °. Насине студије показале су да додатно хлађење овог горива може да повећа масу унутар исте запремине резервоара за 8% до 15%. Спејс екс за додатно хлађење користи посебно дизајниране хладњаке са течним азотом (азотне „купке”) кроз које пролазе цеви за напајање течним кисеоником и тако се гориво додатно хлади на −206,7 °. Тиме се постиже густина од 1,23  у односу на претходних 1,134 , што доводи до повећања масе горива у резервоару исте запремине од 8%. Поред течног кисеоника, и гориво РП-1 додатно се хлади на −7 °, чиме се постиже повећање масе од 2,5% до 4%.[36]
- Већи резервоари за гориво — И поред повећане густине горива, било је потребно да се запремина резервоара мало повећа. Највише су проширени резервоари другог степена, док су измене на првом степену незнатне. Услед ових промена, висина целе ракете — укључујући и заштитни омотач — сада износи тачно 70 метара, односно 1,6 метара више од претходне верзије, што Фалкон сврстава у највише ракете-носаче у употреби (тренутно је виша само Делта ).[35]

- Уштеде на маси — Извршено је и неколико измена на разним системима како би се уштедело на маси празне ракете. Уклоњени су одређени сензори који су коришћени за прикупљање телеметрије.
- Измене међустепена — међустепен ракете (секција која спаја први и други степен, унутар које се налази ракетни мотор другог степена) продужен је и ојачан, а такође је употребљен нови систем за одвајање првог и другог степена.[37]
- Измене међустепена — структура првог степена је претрпела благе измене, а модификована је и носећа структура на коју се монтирају ракетни мотори првог степена.
- Пераја, ноге и др. — Унапређена су и „пераја” која се користе за навођење при повратку првог степена, а извршене су и измене на „ногама” за слетање, првом степену и „октавеб” конфигурацији мотора.

Први тест нове верзије ракете изведен је 21. септембра 2015. године на полигону у Макгрегору; био је успешан. Мотори првог степена достигли су пун потисак, а по први пут је тестирано и гушће гориво.
Први лет нове верзије ракете догодио се 22. децембра 2015. у 01.29 часова по универзалном координисаном времену. У орбиту је успешно достављено 11 сателита компаније Orbcomm, док се први степен ракете вратио и приземљио на копно недалеко од лансирне рампе без икаквих проблема. Техничари су убрзо пристигли на место слетања и осигурали ракету (да се не преврне), а међу њима се нашао и оснивач компаније — Илон Маск — који је на друштвеној мрежи Твитер моментално објавио видео. Затим су извршене и први прегледи те је установљено да нема никаквих очигледних оштећења, након чега је започело истакање ракетног горива. У раним јутарњим сатима, степен ракете закачен је дизалицом и подигнут пар пута како би се проверио интегритет „ногу” за приземљење. Пар дана касније, степен ракете је дизалицом спуштен у хоризонтални положај, на посебно возило којим је за финалну монтажу транспортован око 15 километара до нове зграде компаније Спејс екс, недалеко од лансирне рампе 39A. Тамо су извршене детаљније инспекције обају резервоара, ракетних мотора, хидраулике и авионике; након извесног времена потврђено је да оштећења нема.
Илон Маск је објавио да ће током јануара 2016. године степен бити постављен на реконструисану рампу 39A, где ће бити спроведено статичко паљење мотора. Током овог теста провериће се да ли би степен могло да се поново користи (што је коначан циљ), али ће се уједно испробати и сва опрема лансирне рампе која ће почети да се користи за лансирање веће ракете Фалкон Хеви, као и за лансирање капсуле Драгон 2 са посадом до Међународне свемирске станице. Тест ипак није спроведен на овој лансирној рампи већ на рампи Лансирног комплекса 40 Ваздухопловне базе Кејп Канаверал, одакле је степен и лансиран пар седмица раније. Точење горива прошло је по плану, након чега су сви мотори упаљени на нешто мање од две секунде. Након тога резервоари су испражњени, а степен ракете поново је транспортован до зграде за финалну монтажу где ће се обавити додатна испитивања. Маск је на свом Твитер налогу објавио додатне информације, рекавши да подаци изгледају добро, али да је на једном од спољашњих мотора (бр. 9) дошло до флуктуација потиска; могућ разлог су крхотине које су у њега доспеле при повратку кроз атмосферу. Гвен Шотвел је у фебруару изјавила да ће на основу резултата овог теста доћи до одређених модификација на првом степену ракете. Према речима Илона Маска, Фалкон 9 1.1  ће ка планети Марс моћи да упути између 3.000 и 4.000 килограма терета.
Илон Маск је 30. априла 2016. на свом Твитер профилу објавио нове податке везане за перформансе ракете. На основу спроведених анализа испоставило се да је први степен ракете издржљивији него што су се инжењери надали. Такође, на основу анализа Мерлин мотора првог степена после слетања установљено је да нема никаквих оштећења. Стога се крајем 2016. планира додатно увећање њиховог потиска за 13,4% без икаквих модификација.

## Развој и производња
Тест система за паљење ракете-носача Фалкон 9 1.1 успешно је спроведен априла 2013. године. Након тога, 1. јуна исте године, спроведен је тест под пуним потиском свих девет Мерлин мотора у трајању од 10 секунди, а само пар дана касније и тест под пуним потиском у укупном трајању од 180 секунди.
До септембра 2013. године, производни погон компаније Спејс екс намењен за израду језгра РН Фалкон 9 порастао је на преко 93.000 , а цело постројење је пројектовано тако да при достизању пуног капацитета може да произведе 40 језгара годишње, која се могу користити и за Фалкон 9 и за Фалкон Хеви који користи три језгра. Темпо производње у овом постројењу у новембру 2013. године износио је једно језгро месечно (12 годишње). Компанија је изјавила да ће се до половине 2014. темпо увећати на 18 језгара годишње, а до би краја исте године требало да се производи 24 језгра на годишњем нивоу (два месечно). Овај темпо би омогућио по шест лансирања обеју верзија (1.1 и Хеви), мада ће се највероватније више лансирати лакша верзија док ће Хеви летети само пар пута годишње.
Како се број лансирања буде увећавао, компанија Спејс екс планира да изгради две паралелне зграде за финалну обраду у оквиру једног лансирног комплекса, са шинама које би водиле до лансирне рампе. У марту 2014. је планирано да се овај процес покрене некад током 2015. те да се до краја исте године почне са спровођењем по два лансирања месечно. Овај план је осујећен експлозијом ракете у јуну 2015. Сви планирани летови су обустављени док се није утврдио узрок експлозије, а ракета је поново успешно полетела крајем исте године. Планира се да се крајем 2016. године лансира једна мисија сваких две до три седмице.
- Убрзани снимак који приказује производњу резервоара ракете Фалкон 9 на Јутјубу:

## Локације за лансирање и слетање
За лансирање ракете Фалкон 9 1.1, Спејс екс користи Лансирни комплекс 40 ваздухопловне базе Кејп Канаверал, као и Лансирни комплекс 4 ваздухопловне базе Ванденберг. Фалкон 9 је са лансирне рампе ВБ Ванденберг први пут полетео на својој првој мисији, 29. септембра 2013. године, са сателитом CASSIOPE који је успешно достављен у ГТО.
Поред ових двеју локација, у изградњи је и додатни лансирни комплекс у близини Браунсвила у Тексасу (на самој граници САД са Мексиком), а лансирну рампу тог комплекса компанија Спејс екс користиће искључиво за лансирање комерцијалних сателита у орбиту. Ова локација изабрана је након дугог процењивања више локација у периоду 2012—2014, а поред изабране локације разматрана су и места у Флориди, Џорџији и Порторику. Прво лансирање са ове локације било је заказано за 2017. годину, али је при нивелисању терена утврђено да је тло превише меко тако да ће бити потребно обавити опсежне радове на његовој стабилизацији пре него што се крене са изградњом лансирне рампе и осталих постројења. Због тога ће и цена изградње бити виша од планиране, а прво полетање неће се догодити пре 2018. године.
Компанија Спејс екс је 14. априла 2014. године потписала уговор о закупу на период од 20 година Лансирне рампе 39A свемирског центра Кенеди на Флориди. Ова лансирна рампа претходно је коришћена за лансирање ракете-носача Сатурн V, а касније и спејс-шатла. Рампа ће се користити за лансирање моћније верзије ракете Фалкон Хеви, као и за лансирање ракете Фалкон 9  са људском посадом. Могуће је да ће се рампа користити и за лансирање комерцијалних сателита уз помоћ v1.1&nbsp;FT како би се годишње постигао довољан број лансирања. Током 2015. спроведени су обимни радови на изградњи хоризонталне зграде за финалну монтажу, која ће бити јединствена у склопу СЦ Кенеди јер се све остале ракете-носачи склапају у вертикалном положају. Такође су приведени крају и радови на модификацији саме лансирне рампе – уграђени су нови, модерни инструменти, а замењена је и већина дотрајалих цеви. У фебруару 2016. године Спејс екс је објавио да је Лансирна рампа 39A завршена и спремна за употребу. Додатни радови спроводе се на старој згради за сервисирање ракете на лансирној рампи; уклања се ротирајући сегмент који је коришћен за спејс-шатл, цеви и електричне инсталације биће модернизоване, а изградиће се још пар спратова до висине од 110 метара. За војне сателите АРВ захтева вертикалну интеграцију на ракету, тако да ће уз зграду бити дограђен посебан кран који ће сателит у заштитном омотачу подизати на врх усправљене ракете. Пре лансирања људских посада биће дограђена и такозвана „бела соба” у којој ће астронаути проћи последње провере пред укрцавање на ракету. Прво полетање са ове лансирне рампе планирано је за 2016. годину, али за сада није познато да ли ће то бити Хеви или v1.1&nbsp;FT.
Пошто је крајњи циљ компаније Спејс екс да се први степен ракете Фалкон 9 вишекратно користи, ушло се у процес одабира локација на којима ће бити изграђене зоне за приземљење (енгл. landing zones). Оптимално је да се те зоне налазе што ближе лансирној рампи са које ракета полети, односно згради за финалну монтажу ракете. У случају Ваздухопловне базе Кејп Канаверал то није било могуће, јер се у непосредној близини налазе лансирне рампе које се такође користе; међутим, једна од даљих рампи (Лансирни комплекс 13) била је ван функције, тако да се у њеној околини могла изградити зона за слетање. Спејс екс је у фебруару 2015. потписао уговор о закупу земљишта са АРВ.
Након нивелације земљишта, избетонирана је централна платформа пречника 86 метара, а у плану је бетонирање још четири мање платформе око ње (пречника 46 метара свака) како би симултано могла да се приземље три прва степена ракете Фалкон Хеви. При потписивању уговора о закупу, локација је названа Комплекс за приземљење 1 (енгл. Landing Complex 1), да би касније била преименована у Зона за приземљење 1 (енгл. Landing Zone 1). Прво успешно слетање првог степена ракете Фалкон 9 догодило се 22. децембра 2015. године.
Друга зона за приземљење гради се на месту некадашње Лансирне рампе 4W ВБ Ванденберг, у непосредној близини Лансирне рампе 4A са које полећу ракете Фалкон 9. Ова локација има додатну предност јер је део истог Лансирног комплекса 4, тако да је на само пар стотина метара од зграде за финалну монтажу и први степен се по приземљењу може до ње превести релативно брзо. Радови су започети рушењем старе зграде у септембру 2014. године, а Спејс екс је потписао уговор о закупу на пет година у фебруару 2015. Прво приземљење на овој локацији планирано је за 2016. годину.

## Цена по лансирању
Према подацима из новембра 2014. године, цена лансирања терета у орбиту ракетом-носачем Фалкон 9 у верзији 1.1 износила је 61,2 милиона долара. Компанија Спејс екс труди се да што боље позиционира своје ракете-носаче у све конкурентнијем међународном тржишту лансирања комерцијалних сателита.
Мисије до Међународне свемирске станице у склопу уговора са Насом — у које је урачуната и цена нове капсуле Драгон за свако лансирање — имају просечну цену од око 133 милиона долара. У уговору је договорено првих 12 лансирања одједном, тако да је цена по лансирању фиксна, без обзира на то што се од првог лансирања прешло са употребе 1.0 на 1.1 верзију ракете Фалкон 9. У уговору се наводи да је на станицу потребно доставити одређену количину терета, са станице вратити одређену количину терета, а све то урадити у склопу одређеног броја лансирања. Ракета-носач која ће се за то употребити није наведена.
Спејс екс је објавио да ће због трошкова осигурања и увећаних трошкова процесуирања опреме пред лансирање, цена код лансирања поверљивих војних сателита и других летелица бити увећана за 50% у односу на стандардну цену комерцијалних лансирања, а износиће око 90 милиона долара, што је опет неколико пута јефтиније од 400 милиона долара колико војска и ваздухопловство тренутно плаћају компанији United Launch Alliance за лансирање ракетама Атлас V и Делта IV.
Гвен Шотвел је почетком марта 2016. изјавила да би цена лансирања са претходно коришћеним првим степеном била око 40 милиона долара и да очекује да се број летова сваке године увећава за [30—50] %.

#### Лансирање додатног терета
Спејс екс пружа и услуге лансирања секундарног и терцијарног терета, и то уз помоћ адаптера развијеног како би се при лансирању великих могли лансирати и мањи сателити, уколико постоји маргина између масе главног сателита и носивости ракете-носача. Овако се могу лансирати мањи сателити, најчешће они који демонстрирају нове технологије, или наносателити које често праве ученици и студенти. Спејс екс је 2011. године објавио цене лансирања оваквих сателита у орбиту, а оне се у зависности од масе сателита и циљане орбите крећу од 200.000 до 9.000.000 долара.

## Историја лансирања
До 11. марта 2017. године, ракета-носач Фалкон 9 1.1 имала је 25 успешних лансирања, а укупно 32 лансирања породице Фалкон 9 од оног првог 2010. године успешно је доставило свој примарни терет у предвиђену орбиту. Прво лансирање значајно побољшане верзије Фалкон 9 1.1 догодило се 29. септембра 2013. Током овог лансирања, велики број статистичких података почињао је са први/прва/прво:
- прва употреба унапређеног ракетног мотора Мерлин 1, који производи преко 56% више потиска од претходне верзије која је коришћена при лансирањима ракете Фалкон 9 1.0
- прва употреба значајно дужег првог степена ракете, у којој су већи резервоари који складиште веће количине горива неопходне за напајање моћнијих ракетних мотора
- прво коришћење „октавеб” распореда ракетних мотора првог степена; осам мотора је распоређено у осмоугао по обиму првог степена, а девети мотор налази се у центру тог осмоугла
- прво лансирање са лансирне рампе ваздухопловне базе Ванденберг коју је компанија Спејс екс изнајмила, као и прво лансирање преко Тихог океана
- прво лансирање ракете-носача Фалкон 9 за приватног клијента; сва претходна лансирања Фалкон 9 ракете била су или пробни летови или летови из уговора за Насу, у склопу којих је капсула Драгон достављала опрему и залихе на Међународну свемирску станицу; компанија Спејс екс је претходно достављала сателите у орбиту за приватне клијенте али ракетама Фалкон 1
- први лет ракете Фалкон 9 са заштитним омотачем сателита, чиме се увећава ризик при лансирању јер је то још једна ставка која може заказати

Агенција Наса је половином маја 2015. године објавила да је Фалкон 9 1.1 ракета сертификована за лансирање скоро свих свемирских летелица. У саопштењу се наводи да је ова ракета сврстана у „Категорију 2”, што значи да ће моћи да лансира све летелице за истраживање Земље из орбите, као и мисије за истраживање дубоког свемира, свемирске телескопе и друге мисије осим оних најскупљих. За лансирање тзв.  мисија Наса захтева „Категорију 3”, коју за сада поседују само РН Атлас , Делта  и Пегаз .
Крајем 2015. године у употребу је ушла нова верзија ракете са ознаком v1.1 , која је донела многа побољшања те укупно повећање перформанси ракете од око 33%. Америчко ратно ваздухопловство сертификовало је ову верзију ракете за лансирање војних сателита.
У табели испод наведена су сва лансирања ракете-носача Фалкон 9 у верзијама -1.1 и 1.1 .
ЛЕГЕНДА:      Успех     Неуспех     Планирано
| № | Датум и време () | Тип | Лансирни комплекс     | Терет                   | Орбита         | Клијент                                       | Исход     | Исход              |
| № | Датум и време () | Тип | Лансирни комплекс     | Терет                   | Орбита         | Клијент                                       | Мисија    | Слетање            |
| --- | --- | --- | --------------------- | ----------------------- | -------------- | --------------------------------------------- | --------- | ------------------ |
| 01 | 29. септембар 2013. у 16.00 | 1.1 | ВБВ ЛК4               | [ 94 ] [ 95 ]           | Поларна орбита | Канада                                        | Успех     | На воду Неуспех    |
| 01 | Комерцијална мисија и први лет ракете у НЗО у верзији Фалкон 9 1.1, са увећаним капацитетом од преко 13 тона. Након одвајања првог степена, компанија Спејс екс је покушала да контролисано врати тај степен ракете кроз атмосферу и спроведе „меко слетање” на водену површину (Атлантски океан). При повратку кроз атмосферу добијена је телеметрија са ракете, али како се она приближавала површини океана — све гушћа атмосфера условила је да се ракета почне неконтролисано окретати. Ракетни мотор је остао без горива борећи се да стабилизује ракету, након чега је први степен пао у океан и експлодирао. [Јутјуб: видео] |     |                       |                         |                |                                               |           |                    |
| 02 | 3. децембар 2013. у 22.41 | 1.1 | КК ЛК40               | [ 98 ] [ 99 ]           | ГТO            | Луксембург                                    | Успех     | Није покушано      |
| 02 | Прво лансирање ракете-носача Фалкон 9 у ГТO. Дошло је до пожара на структури „октавеб” првог степена ракете. [Јутјуб: видео] |     |                       |                         |                |                                               |           |                    |
| 03 | 6. јануар 2014. у 22.06 | 1.1 | КК ЛК40               |                         | ГТO            | Тајланд                                       | Успех     | Није покушано      |
| 03 | Друго лансирање ракете Фалкон 9 у ГТO. Америчко ратно ваздухопловство је касније преузело податке о лансирању за анализу у склопу програма сертификације ракете Фалкон 9 за лансирање поверљивих шпијунских сателита и других летелица за Владу САД. Утврђено је да је при овом лансирању „у резервоару другог степена остало премало горива након другог паљења мотора”. [Јутјуб: видео] |     |                       |                         |                |                                               |           |                    |
| 04 | 18. април 2014. у 19.25 | 1.1 | КК ЛК40               | [ 94 ] [ 105 ] [ 106 ]  | НЗО            | Наса                                          | Успех     | На воду Успех      |
| 04 | Први степен ракете се по одвајању контролисано вратио у атмосферу и меко слетео на површину океана. То је уједно и прво меко слетање у историји степена ракете са ракетним моторима на течно гориво. Ово је прво лансирање у ком су коришћене четири ноге у подножју првог степена, које ће касније бити коришћене за слетање ракете на копно, као и прва мисија капсуле Драгон на новој верзији ракете-носача 1.1. [Јутјуб: видео] |     |                       |                         |                |                                               |           |                    |
| 05 | 14. јул 2014. у 15.15 | 1.1 | КК ЛК40               | мисија 1 • 6 сателита   | НЗО            | Сједињене Америчке Државе                     | Успех     | На воду Успех      |
| 05 | Други лет са ногама за приземљење. Први степен је по одвајању од другог степена успешно спровео прелазак из хиперсоничних брзина у горњој атмосфери и улазак у доње слојеве атмосфере; затим се мотор поново упалио и додатно успорио степен, четири ноге су се десетак секунди пред слетање успешно отвориле, а затим се ракета без проблема спустила на површину океана. Након тога се — по плану — цео степен преврнуо у океан, али је од силине ударца и високих таласа дошло до пробоја резервоара који су се затим напунили водом; степен је потонуо. Тест је ипак проглашен успешним јер је прикупљена велика количина података. [Јутјуб: видео] |     |                       |                         |                |                                               |           |                    |
| 06 | 5. август 2014. у 08.00 | 1.1 | КК ЛК40               | [ 111 ] [ 112 ] [ 113 ] | ГТO            | Хонгконг                                      | Успех     | Није покушано      |
| 06 | [Јутјуб: видео] |     |                       |                         |                |                                               |           |                    |
| 07 | 7. септембар 2014. у 05.00 | 1.1 | КК ЛК40               | [ 111 ] [ 112 ] [ 115 ] | ГТO            | Хонгконг                                      | Успех     | Није покушано      |
| 07 | [Јутјуб: видео] |     |                       |                         |                |                                               |           |                    |
| 08 | 21. септембар 2014. у 05.52 | 1.1 | КК ЛК40               | [ 94 ] [ 106 ]          | НЗО            | Наса                                          | Успех     | На воду Успех      |
| 08 | [Јутјуб: видео] |     |                       |                         |                |                                               |           |                    |
| 09 | 10. јануар 2015. у 09.47 | 1.1 | КК ЛК40               | [ 111 ]                 | НЗО            | Наса                                          | Успех     | ASDS Неуспех       |
| 09 | Након одвајања првог степена ракете, компанија Спејс екс је покушала да га наведе да слети на плутајућу платформу димензија 90 × 50 , а која је добила назив autonomous spaceport drone ship. Многи циљеви теста су остварени, међу којима је и навођење степена ракете да слети на релативно малу платформу у одређеном делу Атлантика, а прикупљена је и велика количина телеметрије од употребе (по први пут) „пераја” за стабилизацију степена при кретању кроз атмосферу и прецизно слетање. Међутим, само неколико секунди пред слетање, систем за контролу ових пераја остао је без хидрауличке течности и она су престала да раде, а ракета се занела; ракетни мотор је покушао да компензује нагло нагињање, али безуспешно. Дно степена (где су смештени ракетни мотори) јако је ударио о површину платформе под углом од око 45°, а од силине ударца ракета је одскочила и у пламену пала у воду. Спејс екс тренутно ради на анализи података, а већ при следећем лансирању количина хидрауличке течности биће увећана за 50%. [Јутјуб: видео] |     |                       |                         |                |                                               |           |                    |
| 10 | 11. фебруар 2015. у 23.03 | 1.1 | КК ЛК40               | [ 125 ]                 | 1              | АРВ / Наса / НОАА                             | Успех     | На воду Успех      |
| 10 | Прво лансирање РН Фалкон 9 у високу орбиту која је неколико пута удаљенија од орбите Месеца. Лансирање је одлагано неколико пута: 8. фебруара је одложено због квара на једном од радара АРВ који прима телеметрију са ракете-носача током лета, 9. фебруар је прескочен због лоше временске прогнозе, а 10. је лансирање одложено због јаких ветрова на великим висинама који су прекорачили критеријуме оптерећења ракете. Лансирање се коначно извело 11. фебруара у 23.03.32,287 . Други степен ракете имао је два паљења за ово лансирање — прво у трајању од 5 минута и 49 секунди доставило је сателит у привремену ниску Земљину орбиту, а затим се након 21 минута поново упалио мотор за још једно сагоревање од 58 секунди како би се сателит доставио у коначну орбиту. Планирано је да први степен ракете по одвајању слети на аутономни брод за слетање ракета-носача, али је време на Атлантику било веома лоше (таласи су били висине 10 метара) тако да је компанија Спејс екс одлучила да брод врати у луку како не би дошло до оштећења. Међутим, контролори су ипак ризиковали како би први степен и поред тога покушао да слети на задато место у океану. Све фазе повратка су биле успешне; степен је слетео на воду мање од 10 метара од задате мете, а брзина спуштања је била номинална, што значи да је брод био ту — слетање би вероватно било успешно. Илон Маск се нашалио рекавши да ће „... брод за слетање бити надограђен по повратку у луку како би могао да издржи све временске услове; можда му уградимо и један Мерлин ракетни мотор за сваки случај”. [Јутјуб: видео 1; видео 2] |     |                       |                         |                |                                               |           |                    |
| 11 | 2. март 2015. у 03.50 | 1.1 | КК ЛК40               | ,                       | ГТO            | ,                                             | Успех     | Није покушано      |
| 11 | Прво лансирање „стека” од два сателита компаније Боинг, који је наменски пројектован тако да се искористи ниска цена лансирања РН Фалкон 9. Ракета је 25. фебруара успешно спровела статично паљење мотора на пар секунди како би се тестирали сви системи. Тест је проглашен успешним. Ракета је успешно полетела са лансирне рампе на самом почетку лансирног оквира (прозора), у 22.50 по локалном времену. Први степен ракете за ово лансирање није био опремљен ногама за слетање, зато што су сателити имали велику масу па је све гориво морало да се искористи и није било могуће вратити степен кроз атмосферу и контролисано га спустити на аутономни брод за слетање ракета-носача. Након скоро три минута лета, први степен се одвојио, а други започео прво сагоревање у трајању од 6 минута, након чега је достигнута „паркинг орбита”. Затим је други степен плутао без погона око 17 минута, а онда је мотор упаљен још једном у трајању од око 60 секунди како би се достигла коначна орбита. Први сателит ослобођен је 30 минута од полетања, док је други ослобођен 5 минута касније. [Јутјуб: видео] |     |                       |                         |                |                                               |           |                    |
| 12 | 14. април 2015. у 20.10 | 1.1 | КК ЛК40               |                         | НЗО            | Наса                                          | Успех     | ASDS Неуспех       |
| 12 | Летелица Драгон успешно достављена у НЗО. Први степен ракете правилно је наведен на слетање на платформу за слетање у Атлантском океану, али се након приземљења преврнуо и запалио. Сматра се да је разлог томе спора реакција управљачког механизма ракетног мотора, који није успео довољно брзо да коригује заношење ракете у последњих пар секунди слетања. Инжењери се надају да ће након детаљног прегледа телеметрије установити проблем и пронаћи решење да следећи покушај буде потпуно успешан. [Јутјуб: видео; слетање на ] |     |                       |                         |                |                                               |           |                    |
| 13 | 27. април 2015. у 23.03 | 1.1 | КК ЛК40               | •                       | ГТO            | Туркменистанска национална свемирска агенција | Успех     | Није покушано      |
| 13 | Због масе сателита, први степен ракете био је потрошан. Ово је први туркменистански сателит. [Јутјуб: видео] |     |                       |                         |                |                                               |           |                    |
| 14 | 28. јун 2015. у 14.21 | 1.1 | КК ЛК40               |                         | НЗО            | Наса                                          | Неуспех   | Није покушано      |
| 14 | Експлозија 139 секунди по полетању са лансирне рампе. На снимку из више углова види се да је дошло до мање експлозије на другом степену ракете, а након неколико секунди експлодирала је цела ракета. Илон Маск је потврдио на свом Твитер налогу да је узрок експлозије вероватно резервоар за течни кисеоник на ком је детектовано нагло повећање притиска. Инжењери компаније Спејс екс заједно су са својим колегама из Насе прегледали телеметрију коју је ракета слала и утврдили вероватан узрок несреће — један од подупирача резервоара са хелијумом другог степена ракете је пукао и пробушио резервоар, а тада је дошло до наглог повећања притиска и експлозије. У експлозији је изгубљено доста компоненти и намирница намењених Међународној свемирској станици, међу којима се истичу „међународни адаптер за спајање” (енгл. International Docking Adapter), једно ново америчко одело за излазак у отворени свемир, велики број научних експеримената као и намирница за посаду МСС. |     |                       |                         |                |                                               |           |                    |
| 15 | 22. децембар 2015. у 01.29 |     | КК ЛК40               | сателита                | НЗО            | Сједињене Америчке Државе                     | Успех     | На копно Успех     |
| 15 | Прво лансирање нове верзије ракете са 30% већим перформансама. Компанија прво је пристала да њени сателити полете на трећем лету нове верзије, али су померени за прво лансирање у октобру 2015. године. Спејс екс је поднео Америчкој федералној управи за авијацију захтев за слетање првог степена ракете на унапред припремљену локацију недалеко од лансирне рампе. Тај захтев је одобрен, а након успешног лансирања и први степен ракете се успешно приземљио у центар предвиђеног места за слетање. Тиме је Спејс екс постала прва компанија која је по лансирању успешно приземљила степен орбиталне ракете-носача. [Јутјуб: видео и снимак са дрона] |     |                       |                         |                |                                               |           |                    |
| 16 | 17. јануар 2016. у 18.42.18 | 1.1 | ВБВ ЛК4               |                         | ХСО            | Наса / НОАА, ФСА                              | Успех     | ASDS Неуспех       |
| 16 | Лансирање је одложено с краја јула 2015. због контаминације једне од четири млазнице реактивног погона сателита, а затим је поново одложено за почетак 2016. због експлозије ракете при лансирању у јуну 2015. (последњи лет верзије 1.1). По одвајању од другог степена, први степен ракете се окренуо и упутио ка платформи која се налазила у Пацифику. Навођење је одрађено тачно по плану, а ракета се поред изузетно тешких временских услова (таласи преко 4 метра) меко спустила само 1,3 метра од центра платформе. Међутим, једна од четири ноге за слетање се није закључала у отворени положај, тако да се степен након слетања преврнуо на страну и експлодирао. Као могући разлог за квар на нози за слетање Илон Маск је навео лед — у околини лансирне раме била је велика магла која се кондензовала и тако је дошло до акумулирања леда на систему за отварање ноге. Ипак, примарни задатак мисије успешно је обављен (сателит Џејсон 3 успешно је постављен у орбиту), а инжењери су задовољни што је навођење првог степена било скоро савршено. [Јутјуб: видео и слетање на ] |     |                       |                         |                |                                               |           |                    |
| 17 | 4. март 2016. у 23.35 |     | КК ЛК40               |                         | ГТO            | [ 189 ]                                       | Успех     | ASDS Неуспех       |
| 17 | Друго лансирање нове унапређене верзије ракете, прво у геостационарну орбиту. Лансирање је одлагано више пута од лета 2015. године. Неколико седмица пред лансирање објављено је да компанија Спејс екс при овом лансирању неће покушати да спусти први степен ракете на ASDS. Ракета је транспортована до лансирне рампе 21. фебруара, а дан касније успешно је спроведено статичко паљење мотора. Том приликом објављено је да ће се ипак покушати са слетањем првог степена на ASDS, који ће бити стациониран 650 километара од лансирне рампе, упркос томе што су шансе за успех знатно умањене како ће први степен ракете достићи већу брзину од планиране да би се сателит доставио што ближе циљаној орбити. Полетање је неколико пута одлагано — у прва два наврата због проблема са точењем течног кисеоника; трећи пут због брода који је грешком упловио у сигурносну зону у Атлантском океану, међутим овом приликом полетање је само одложено око сат времена када се са одбројавањем стигло до нуле, али је рачунар ракете отказао полетање јер је потисак мотора био нижи од номиланог; након тога полетање је отказано због јаког ветра на висини између 10 и 15 километара где ракета пролази кроз највећи аеродинамички притисак. Покушај спуштања првог степена на није успео, али је упркос изузетно великој брзини степен преживео повратак кроз атмосферу и погодио платформу; због мањка горива кретао се превеликом брзином услед чега је експлодирао. Инжењери су ипак задовољни јер се показало да конструкција првог степена може поднети велика напрезања за која изворно није дизајнирана. Други степен ракете успешно је спровео два паљења и доставио сателит у орбиту са апогејом од 40.658 километара, тако да је ракета превазишла очекивања инжењера. [Јутјуб: видео] |     |                       |                         |                |                                               |           |                    |
| 18 | 8. април 2016. у 20.43 |     | КК ЛК40               |                         | НЗО            | Наса                                          | Успех     | ASDS Успех         |
| 18 | Летелица Драгон на МСС доставила укупно 3.136 килограма намирница и опреме, међу којом је и експериментални модул на надувавање . Овај модул масе 1.413 кг је током лансирања био складиштен у пртљажнику Драгона, а по доласку на МСС уграђен је на задњи отвор модула Тренквилити где је надуван и проћи ће кроз низ испитивања током најмање две године. Први степен ракете 9 минута и 10 секунди по полетању успешно слетео на аутономни брод за слетање ракета-носача у Атлантском океану. Четири дана касније тегљач Елизабета упловио је са у луку Канаверал, где је великим краном први степен ракете са палубе пребачен на копно, а затим су са степена уклоњене ноге, спуштен је у хоризонталан положај и камионом превезен до хангара лансирне рампе 39А где ће бити детаљно испитан. [Јутјуб: видео и слетање на ] |     |                       |                         |                |                                               |           |                    |
| 19 | 6. мај 2016. у 05.21 |     | КК ЛК40               |                         | ГТO            | Јапан                                         | Успех     | ASDS Успех         |
| 19 | Сателит успешно достављен у прелиминарну трансферну орбиту око 35 минута по полетању. Први степен ракете се по одвајању од другог степена балистичком трајекторијом упутио ка аутономном броду за слетање ракета-носача „Наравно да те и даље волим”, који је за ову мисију био лоциран око 650 километара од источне обале Флориде, у Атлантском океану. За слетање су морала да се упале три уместо једног ракетног мотора како би се остварило што веће успорење и смањили гравитациони губици. Ово је било друго успешно слетање на и прво за мисије које су циљале високу орбиту (геостационарну). [Јутјуб: видео и слетање на ] |     |                       |                         |                |                                               |           |                    |
| 20 | 27. мај 2016. у 21.39 |     | КК ЛК40               | [ 211 ]                 | ГТO            | Тајланд                                       | Успех     | ASDS Успех         |
| 20 | Сателит масе 3.025 килограма успешно достављен у суперсинхрону трансферну орбиту са апогејом од преко 90.000 километара, одакле ће уз помоћ сопственог погона доћи до коначне геосинхроне орбите. Слетање првог степена на било је „тврдо”, односно са већом брзином од номиналне. Ударац је ублажило алуминијумско саће које се налази у свакој од четири ноге за слетање, које је дизајнирано наменски да ублажи ударац при тврдом слетању. Због тога је ракета била накренута све док није стигла у луку, након чега је успешно стављена на камион и превезена до хангара. [Јутјуб: видео и слетање на ] |     |                       |                         |                |                                               |           |                    |
| 21 | 15. јун 2016. у 14.29 |     | КК ЛК40               |                         | ГТO            | ,                                             | Успех     | ASDS Неуспех       |
| 21 | У геосинхрону трансферну орбиту достављена два сателита. Укупна маса сателита била је око 4.200 килограма. Први степен ракете слетео на ASDS, али је након тога експлодирао. Према прикупљеним подацима, један од три мотора који су упаљени за слетање није радио са максималним потиском, али је разлог за тврдо слетање највероватније мањак оксиданса. Због престанка дотока течног кисеоника мотори су се угасили пре времена па је ракета ударила у палубу, при чему су страдали мотори и напукао је резервоар керозина, па је недуго затим дошло и до експлозије. [Јутјуб: видео] |     |                       |                         |                |                                               |           |                    |
| 22 | 18. јул 2016. у 04.45 |     | КК ЛК40               | [ 215 ]                 | НЗО            | Наса                                          | Успех     | На копно Успех     |
| 22 | Међу опремом коју је летелица Драгон доставила на МСС је и нови адаптер за пристајање као замену за постојећи коришћен за спејс-шатл, који ће се користити за пристајање нових комерцијалних свемирских капсула са људском посадом (Драгон 2 и CST-100). Први степен ракете приземљио се недалеко од лансирне рампе са које је ракета полетела. [Јутјуб: видео и слетање на копно] |     |                       |                         |                |                                               |           |                    |
| 23 | 14. август 2016. у 05.26 |     | КК ЛК40               | [ 220 ]                 | ГТO            | Јапан                                         | Успех     | ASDS Успех         |
| 23 | Сателит успешно достављен у геосинхрону трансферну орбиту. Први степен успешно слетео на ASDS. За разлику од неких претходних лансирања у ГТО, при слетању је коришћен само један мотор; овај приступ захтева више горива, али је већа могућност контроле степена. [Јутјуб: видео] |     |                       |                         |                |                                               |           |                    |
| 24 | 3. септембар 2016. |     | КК ЛК40               |                         | ГТO            | Израел                                        | Неуспех   | Није покушано      |
| 24 | Ракета експлодирала на лансирној рампи непосредно пред статичко паљење мотора. Након вишемесечне истраге у коју су били укључени експерти из агенције НАСА и Америчког ратног ваздухопловства утврђено је да је узрок експлозије највероватније стварање чврстог кисеоника у околини боца са хелијумом унутар резервоара другог степена ракете због велике разлике у температури. Између боце са хелијумом и кисеоника у чврстом стању дошло је до трења које је постало извор топлоте а недуго затим и нагле експлозије. Компанија је спровела низ тестова у свом постројењу у Тексасу и пронашла нови метод точења горива како би се овај проблем поновио, а објављено је и да ће се боце са хелијумом у будућности редизајнирати како би се ризик додатно умањио. [Јутјуб: видео] |     |                       |                         |                |                                               |           |                    |
| 25 | 14. јануар 2017. у 17.54 |     | ВБВ ЛК4               | (1. лансирање)          | НЗО            | Сједињене Америчке Државе                     | Успех     | ASDS Успех         |
| 25 | Прво лансирање након експлозије у септембру 2016. Свих десет сателита успешно достављено у орбиту, а први степен ракету успешно је слетео на у Тихом океану неколико стотина километара од лансирне рампе у Калифорнији. [Јутјуб: видео] |     |                       |                         |                |                                               |           |                    |
| 26 | 19. фебруар 2017. у 14.39 |     | СЦК ЛК39А             |                         | НЗО            | Наса                                          | Успех     | Успех На копно     |
| 26 | Драгон је на Међународну свемирску станицу успешно доставио инструменте за надгледање Земље и . |     |                       |                         |                |                                               |           |                    |
| 27 | крајем фебруара 2017. |     | СЦК ЛК39А             |                         | ГТO            | Сједињене Америчке Државе                     | Успех     | Без покушаја       |
| 27 | Због масе сателита ракета је летела у потрошној конфигурацији. |     |                       |                         |                |                                               |           |                    |
| | 27. март 2017. у 20.58 |     | СЦК ЛК39А             | [ 228 ]                 | ГТO            | Луксембург                                    | Планирано | Планирано ASDS     |
| Користиће први степен ракете који је претходно коришћен за лансирање мисије .                                                                         | |     |                       |                         |                |                                               |           |                    |
| | 2017. |     | ВБВ ЛК4               | ,                       | ХСО            | NSPO,                                         | Планирано | Планирано          |
| је сателит за надгледање Земље Тајванске свемирске агенције.                                                                                          | |     |                       |                         |                |                                               |           |                    |
| | 2017. |     | КК ЛК40 или СЦК ЛК39А | [ 232 ]                 | ГТO            | Луксембург                                    | Планирано | Планирано          |
| | |     |                       |                         |                |                                               |           |                    |
| | 2017. |     | КК ЛК40               | [ 233 ]                 | ГТO            | Јужна Кореја                                  | Планирано | Планирано          |
| | |     |                       |                         |                |                                               |           |                    |
| | април 2017. |     | ВБВ ЛК4               | (2. лансирање)          | НЗО            | Сједињене Америчке Државе                     | Планирано | Планирано          |
| Свако лансирање за компанију у орбиту ће доставити 10 сателита, а планирано је да се до краја 2017. комплетира мрежа од 72 сателита у НЗО.            | |     |                       |                         |                |                                               |           |                    |
| | 2017. |     | СЦК ЛК39А             |                         | НЗО            | Наса                                          | Планирано | Планирано На копно |
| Драгон ће на Међународну свемирску станицу доставити научни експеримент за изучавање неутронских звезда, као и још два за сада непозната инструмента. | |     |                       |                         |                |                                               |           |                    |

## Галерија

### Фотографије
- Транспорт до лансирне рампе
- Полетање
- Поглед са камере другог степена
- Први степен након слетања

### Видеа
- Прво лансирање верзије 1.1
- Повратак првог степена
- Експлозија у јуну 2015.
- Прво успешно слетање на копно